# Karlos Santana
Karlos Augusto Alves Santana (šp. Carlos Augusto Alves Santana; 20. jul 1947), poznat kao Karlos Santana ili samo Santana, je muzičar američkog „latino roka“ i gitarista, rodom iz Meksika. Dobitnik je Gremijeve nagrade.
Postao je slavan kasnih 1960. godina i ranih 1970. sa svojom grupom, Santana Bluz Bend (Santana Blues Band), koji su se najčešće pojavljivali pod nazivom "Santana" i koji su stvorili veoma uspešnu mešavinu salse, roka, bluza i džeza. Njihov zvuk obeležen je Santaninom, često veoma visokom i čistom gitarskom linijom koja je u kontrastu sa latinoameričkim instrumentacijama na dairama i kongama. Santana je nastavio da radi na ovaj način tokom sledećih decenija, a doživeo je iznenadnu reafirmaciju svoje popularnosti u kasnim 1990. godinama.
Procenjuje se da je tokom svoje karijere on prodao oko 80 miliona albuma širom sveta.

## Biografija

### Detinjstvo, mladost i karijera
Santana je rođen u Autlanu de Navaro, u meksičkoj državi Halisko. Veoma rano je razvio interes za muziku, uzimajući časove violine već od pete godine života. Santanina životna veza sa gitarom, instrumentom koji će od njega načiniti muzičku ikonu, započela je nekoliko godina kasnije, kada se njegova porodica preselila u Tihuanu. On se trudio da imitira svoje gitarske heroje kojima je bio fasciniran, kao što su Džon Li Huker, Ti Bun Voker i Bi Bi King, koje je slušao na američkim radio stanicama sa meksičko-američke granice. Godine 1961. Santana je uspeo da se preseli u Sjedinjene Američke Države u grad San Francisko.

## Spoljašnje veze
- Званични веб-сајт
- Milagro Foundation
- Santanamigos
- 2006 Carlos Santana Interview
- Carlos Santana lyrics Архивирано на веб-сајту  (3. јул 2008) organized by album from
- Santana's discography[мртва веза] at Music City
- Carlos Santana profile at World Music Central